# Ральфе, здрастуй!
«Ральфе, здрастуй!» — радянський кіноальманах з трьох новел 1975 року, знятий режисерами Михайлом Бєліковим, Валерієм Сіваком і В'ячеславом Криштофовичем на Кіностудії ім. О. Довженка.

## Сюжет
Кіноальманах складається з трьох новел: «Боцман», «Ральфе, здрастуй!» і «Чіп». Сюжет оповідає про те, що хто з хлопців не мріє про собаку, постійного друга всіх дитячих ігор, походів та пригод. Героям фільму «Ральф, вітаю!» в цьому сенсі пощастило — їх собаки Чіп, Боцман і Ральф беззавітно віддані своїм господарям. Три новели про вірних друзів людини — собак — розкажуть юному глядачеві про вірність, шляхетність і взаємодопомогу, без яких немислима справжня дружба.

## У ролях
- Ігор Крипак — Діма
- Андрій Смородинов — Митя
- Володимир Волков — Степан Степанович
- Наталія Акмалдінова — Рита
- Сергій Десницький — батько Міті
- Олексій Зайцев — роль другого плану
- Сергій Іванов — епізод
- Ірина Терещенко — Ірина Георгіївна, вихователь
- Олександр Тряпіцин — Бриль, клоун
- Валентин Грудинін — капітан міліції
- Віктор Панченко — Панченко, міліціонер
- Леонід Марченко — майор міліції
- Агафія Болотова — медсестра
- Ада Волошина — нянечка
- Юрій Мажуга — епізод
- Сергій Шеметило — небайдужий перехожий
- Маргарита Кошелєва — епізод
- Ніна Антонова — епізод
- Любов Комарецька — епізод
- Петро Філоненко — епізод
- Микола Олійник — епізод
- Микола Мерзлікін — епізод

## Знімальна група
- Режисери-постановники: Михайло Бєліков, Валерій Сівак, В'ячеслав Криштофович
- Сценаристи: Віктор Іванов, Сергій Бондаренко, Михайло Бєліков
- Оператори-постановники Павло Лойко, Ігор Бєляков, Олексій Терзієв
- Асистент оператора: Володимир Довгальов
- Композитор: Вадим Храпачов
- Художник-постановник: Анатолій Мамонтов
- Звукооператор: Ніна Авраменко
- Режисер: В. Чернолих
- Редактор: Юрій Морозов
- Режисери монтажу: Тамара Сердюк, Марфа Пономаренко, С. Новікова
- Художник по костюмах: Л. Коротенко
- Художники по гриму: М. Лапчинська, І. Журавльова, Л. Сорока
- Художник-декоратор: В. Кашин
- Комбіновані зйомки: Валерій Осадчий, Михайло Полунін
- Оркестр оперної студії Київської консерваторії, диригент — З. Кожарський
- Директор картини: Неоніла Атаманенко